# Lloyd Batts
Lloyd Batts (Chicago, 9 maggio 1951) è un ex cestista statunitense, professionista nella ABA, in Italia e in Francia.

## Carriera
Venne selezionato dai Kansas City Kings al quarto giro del Draft NBA 1974 (60ª scelta assoluta).